# Ребис
Ребис (од лат. res bina, што значи двојна или двострука материја) је крајњи производ алхемијског магнум опуса илити Великог дела.
Након што неко прође кроз фазе труљења и прошишћења, одвајајући супротна својства, та својства се још једном обједињују у ономе што се понекад описује као божански хермафродит, помирење духа и материје, биће мушких и женских квалитета на што указује мушка и женска глава унутар једног тела. Сунце и месец одговарају мушкој и женској половини, баш као што су Црвени краљ и Бела краљица на сличан начин повезани.
Слика Ребиса појавила се у делу Азот филозофа Василија Валентина 1613. године.